# Egon Pollak (Fußballspieler)

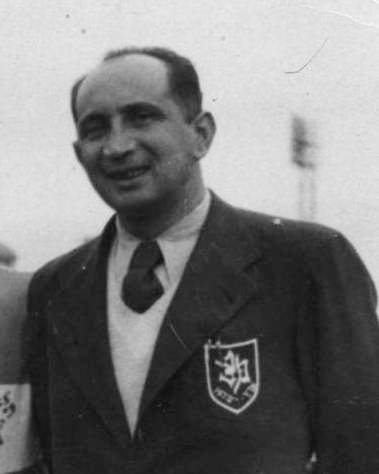
Egon Pollak (1939)

Egon Erwin „Gitschi“ Pollak, hebräisch אגון פולק (* 12. November 1898 in Wien, Österreich-Ungarn; † 1984 in Deutschland) war ein österreichischer Fußballspieler.

## Karriere
Gitschi Pollak trat der Schülermannschaft des SC Hakoah Wien 1911 im Alter von zwölf Jahren bei. Über die Reservemannschaft kam er während der Kriegsjahre – auch bedingt durch die Abwesenheit von Stammspielern – zu Einsätzen in der ersten Mannschaft. Zu dieser Zeit spielte Pollak noch im Angriff, wo er in der Reserve mit Moses Häusler und Max Grünwald ein starkes Innentrio bildete. Während der Aufstiegssaison 1919/20 kam er zu drei Einsätzen in der Kampfmannschaft. Ab dem Erstantritt der Blau-Weißen in der höchsten Spielklasse gehörte er zur Stammformation, nunmehr allerdings in der Halves-Reihe.
Die Mannschaft etablierte sich in der ersten Klasse auf Anhieb und nach einem vierten Platz in der Debütsaison folgte im zweiten Jahr ein Kampf um die Meisterschaft, der erst am letzten Spieltag gegen den Wiener Sportclub verloren ging. Nachdem in der Saison 1924/25 der Profifußball in Österreich eingeführt wurde, gelang es der Hakoah schließlich, den Meistertitel zu holen.
Nachdem Pollak 1922 bereits in die Wiener Stadtauswahl einberufen worden war, gab er im Mai 1924 sein Debüt in der österreichischen Nationalmannschaft, wo er beim 4:1-Sieg gegen Rumänien als rechter Außenläufer spielte. Dies sollte jedoch auch gleichzeitig sein einziger Einsatz im Nationalteam sein. Daneben war Pollak auch Vizepräsident der Spielerunion, einer Interessensvertretung der Wiener Berufsspieler.
Im Frühjahr 1926 unternahm die Hakoah eine Amerika-Tournee, die ein großer Publikumserfolg wurde und dazu führte, dass einer Reihe von Hakoah-Spielern – darunter auch Pollak – Verträge von US-Vereinen angeboten wurden. Er kehrte mit der Mannschaft nach Wien zurück und spielte die Meisterschaft zu Ende. Nachdem er auch noch in den ersten Spielen der neuen Saison für die Hakoah aufgelaufen war, beschloss er das Angebot anzunehmen und erhielt von seinem Verein die Freigabe. Er reiste nach New York ab, um künftig für die New York Giants in der American Soccer League zu spielen.
Zu den Giants wechselten auch seine ehemaligen Vereinskollegen Max Grünwald, Béla Guttmann, Ernö Schwarz und Moses Häusler. Pollak spielte nur eine Saison bei den Giants, danach kehrte er nach Wien zurück, wo er wieder für seinen Stammverein auflief. Durch die personellen Abgänge war die Hakoah jedoch derart geschwächt, dass sie trotz der Rückkehr von Pollak und Alexander Neufeld den Klassenerhalt nicht erreichen konnte und in die zweite Klasse abstieg. In der Folgesaison bestritt Pollak noch einige Spiele für den unterklassigen SK Hasmonea, mit dem der Aufstieg in die erste Amateurklasse gelang. Danach lebte er in Berlin, wo er für eine Mannschaft von Auslandsösterreichern spielte, die dem Berliner SV 92 angegliedert war.
Im Jahr 1934 wanderte er nach Palästina aus, wo er das Training von Maccabi Tel Aviv übernahm. Daneben betreute er auch die Nationalmannschaft Palästinas anlässlich der zweiten Makkabiade im Jahr 1935 und später im Rahmen der Qualifikation zur Fußball-Weltmeisterschaft 1938, wo man in zwei Spielen an Griechenland scheiterte. Nach einer Australien-Tournee mit Maccabi im Jahr 1939 blieb er für ein Jahr als Nachwuchstrainer in Sydney und kehrte danach zu Maccabi Tel Aviv zurück.
Im Jahr 1948 übernahm er nochmals die israelische Nationalmannschaft, die ihr erstes Spiel nach Unabhängigkeit des Staates austrug, dieses ging in New York mit 1:3 gegen die USA verloren. Danach war Pollak in der Jugendarbeit sowie als Sportjournalist tätig, ehe er in den 1970er Jahren nach Deutschland übersiedelte.

## Erfolge
- 1 × Österreichischer Meister: 1925
- 1 × Österreichischer Zweitligameister: 1920
- 2 × Österreichischer Cup-Semifinalist: 1920, 1923
- 1 Spiel für die österreichische Fußballnationalmannschaft